# رجم حلاوة (الرقة)
رجم حلاوة قرية سورية تتبع ناحية مركز تل أبيض في منطقة تل أبيض في محافظة الرقة. بلغ عدد سكانها 198 نسمة في عام 2004 حسب إحصاء المكتب المركزي للإحصاء.